# Theater Lindenhof

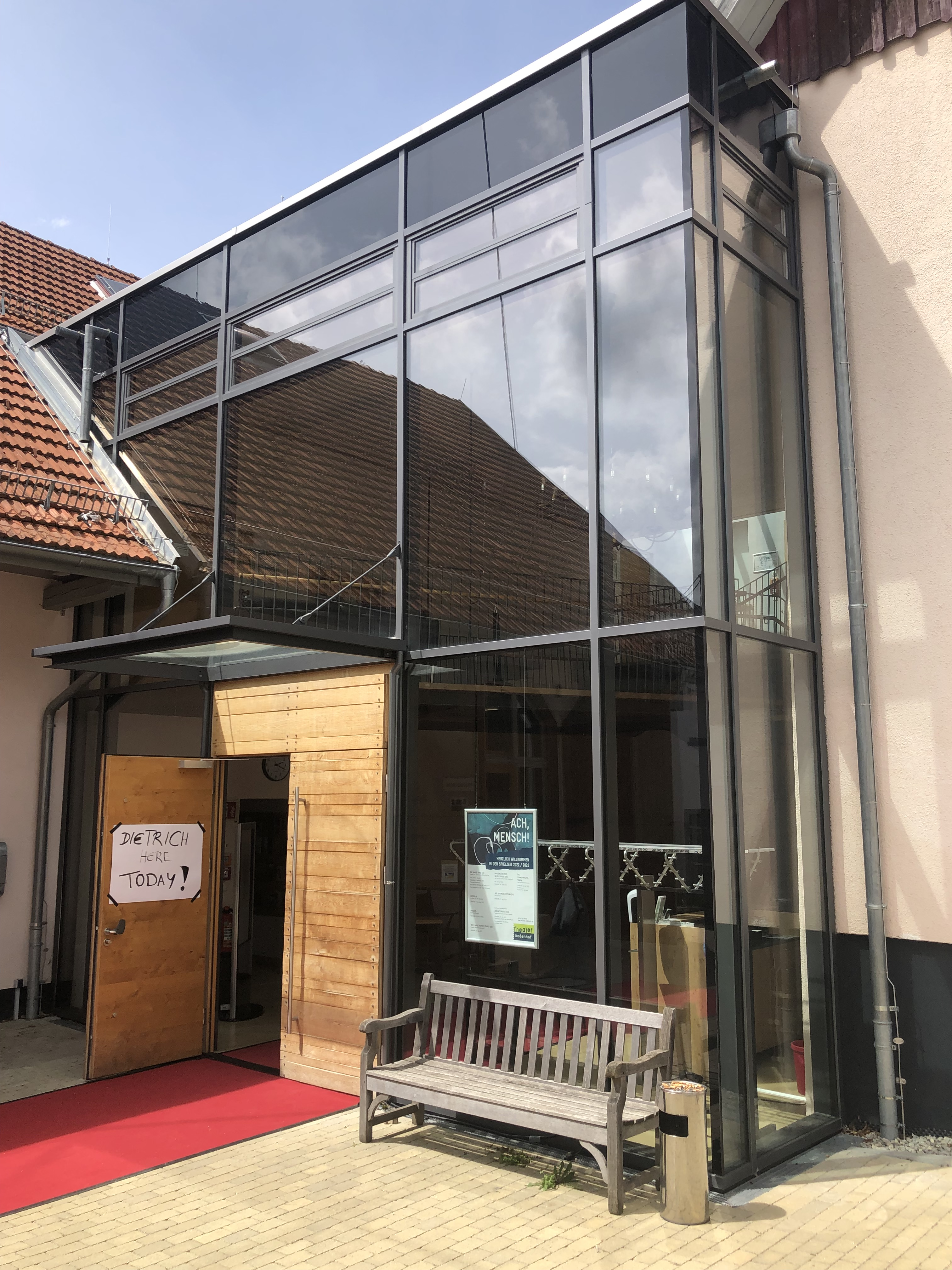
Theater Lindenhof, neuer Eingangsbereich (Mai 2023)

Das Theater Lindenhof ist ein vom südwestdeutschen Land Baden-Württemberg, den Landkreisen Reutlingen, Tübingen und Zollernalbkreis sowie der Stadt Burladingen gefördertes Regionaltheater auf der Schwäbischen Alb. Es wurde 1981 im ländlich geprägten unter 1000 Einwohner zählenden Dorf Melchingen – seit der Gemeindereform von 1973 ein Stadtteil Burladingens – gegründet. Die Räumlichkeiten des Theaters sind auf dem Anwesen einer umgebauten Gaststätte – der vormaligen Linde – untergebracht. Das Theater Lindenhof führt jährlich rund 350 Veranstaltungen mit über 45.000 Zuschauern durch – davon etwa 230 in Melchingen und 120 in Städten und Gemeinden Baden-Württembergs sowie darüber hinausgehenden bundesweiten Gastspielorten. Das Theater Lindenhof versteht sich als poetisch-kritisches Volkstheater mit Kernbezug zur Schwäbischen Alb.
Es hat Theaterpartnerschaften mit 21 baden-württembergischen Städten. Seiner Rechtsform nach ist das Theater Lindenhof seit dem 1. Januar 2011 eine Stiftung.
Neben Inszenierungen von eigenen Stücken, Kabarett- und Kleinkunstprogrammen, musikalischen Darbietungen und weiteren, teilweise experimentellen Bühnenveranstaltungen gehören auch (oft schwäbische) Interpretationen von Theater- oder Literaturklassikern und Leseinszenierungen zum darstellerischen Repertoire des Theaters. Bundesweite Aufmerksamkeit erlangten die Theatermacher mit ihren Freilichtinszenierungen und Bürgerbühnenprojekten.

## Ensemble
Der Vorstand der Stiftung Theater Lindenhof besteht aus dem Intendanten Stefan Hallmayer sowie dem kaufmännischen Leiter Christian Burmeister-van Dülmen. Das Schauspiel-Ensemble besteht aus Berthold Biesinger, Stefan Hallmayer, Bernhard Hurm, Kathrin Kestler, Franz Xaver Ott, Gerd Plankenhorn, Linda Schlepps, Carola Schwelien und Luca Zahn und wird durch freie Schauspieler sowie Musiker ergänzt. Einige der festangestellten Ensemblemitglieder füllen sowohl als Schauspieler als auch als Regisseur oder Autor mehrere Funktionen aus und wirkten auch bei Fernseh- und Filmproduktionen wie beispielsweise Global Player – Wo wir sind isch vorne mit. Auch die Karriere des Regisseurs Antú Romero Nunes, der heute an ersten Häusern in Hamburg, Berlin und Wien inszeniert, begann im Theater Lindenhof.

## Geschichte

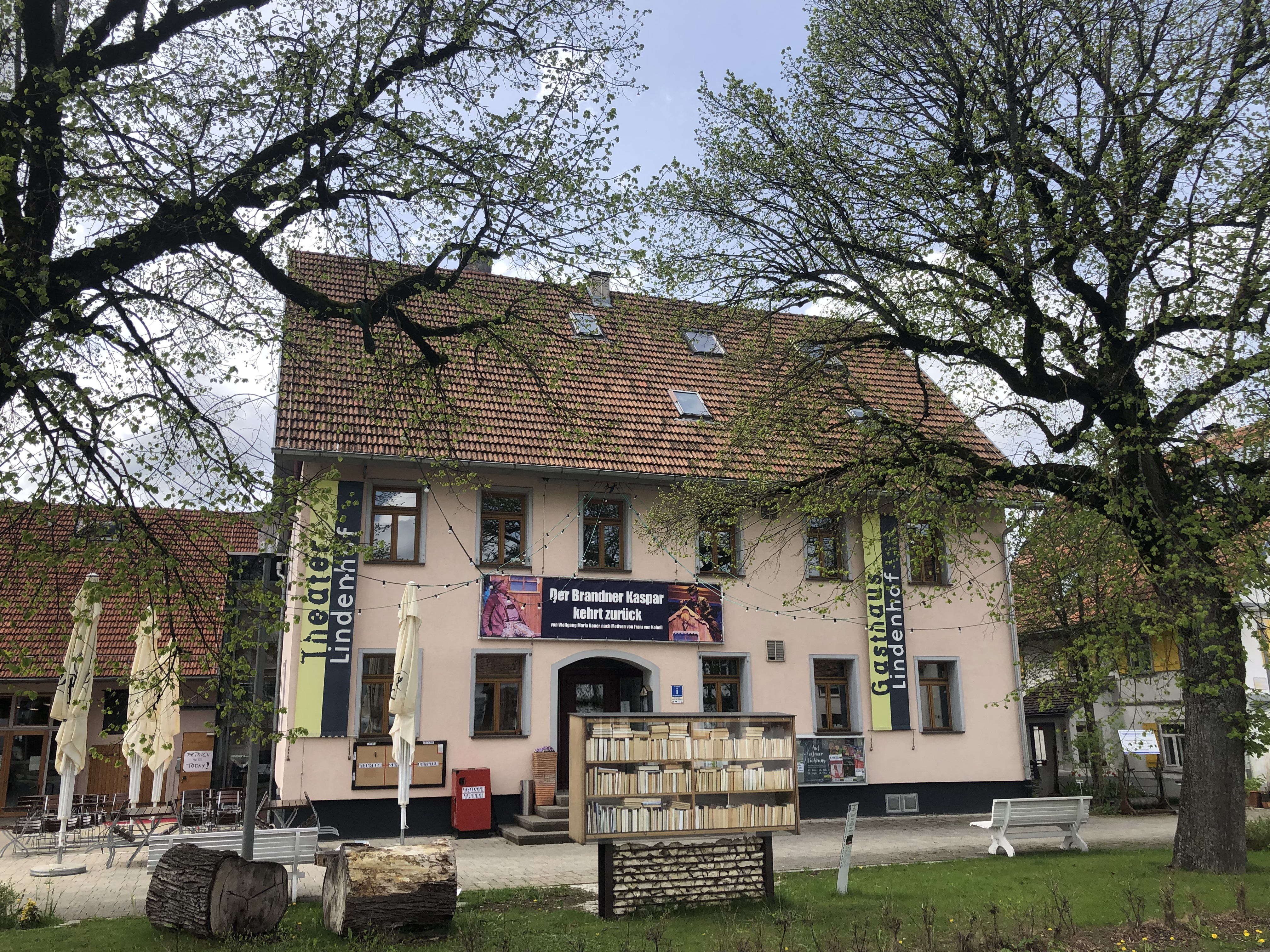
Linde, Melchingen (2023)

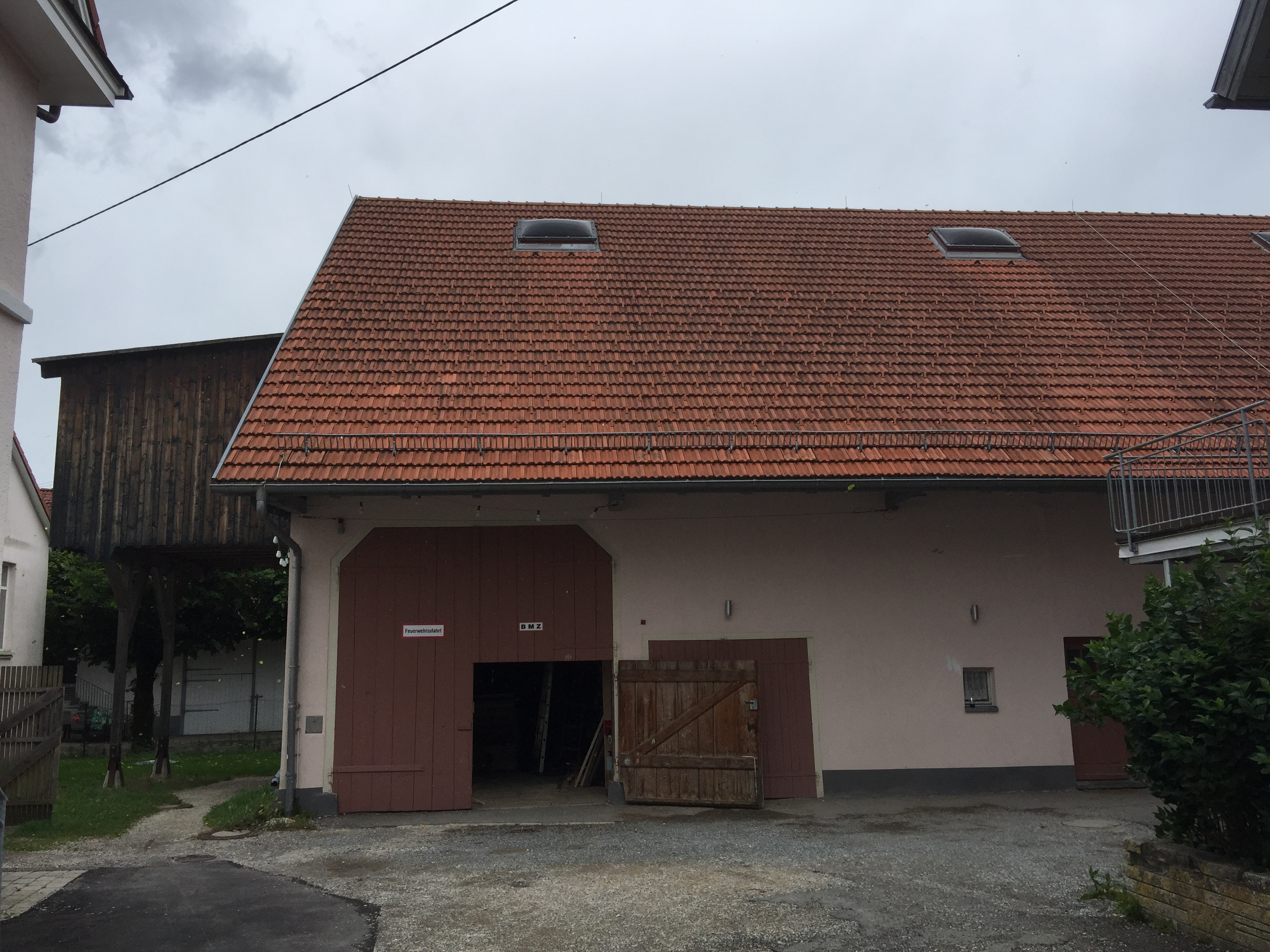
Die in der Inneneinrichtung zur „Theaterscheune“ umgebaute Scheune des Anwesens Lindenhof bildet heute die Hauptspielstätte des Theaters. (2015)

Hervorgegangen aus einer ursprünglich in Reutlingen gegründeten freien Schultheatergruppe des linksalternativen Kulturspektrums wurde das Theater Lindenhof 1981 – zunächst als eingetragener Verein – in Melchingen mit der Produktion Semmer Kerle oder koine (sinngemäß eingedeutscht: Sind wir richtige Männer oder nicht) im umgebauten Gasthaus Linde eröffnet.
Abgesehen von den durch die Ensemble-Mitarbeiter Bernhard Hurm, Uwe Zellmer, Franz Xaver Ott, Susanne Hinkelbein oder Dietlinde Elsässer selbst geschriebenen, komponierten oder anderweitig originär verfassten Eigenproduktionen hat sich der Lindenhof mit Inszenierungen nach Vorlagen von Maria Beig, Sebastian Blau (Pseudonym von Josef Eberle), Bertolt Brecht, Georg Büchner, Miguel de Cervantes, Brian Friel, Max Frisch, Werner Fritsch, Robert Gernhardt, Peter Härtling, Friedrich Hölderlin, Ödön von Horváth, Felix Huby, Henrik Ibsen, Walter Jens, Heinrich von Kleist, Heiner Kondschak, Franz Xaver Kroetz, Ingrid Lausund, Molière, Seán O’Casey, Sebastian Sailer, Friedrich Schiller, Martin Schleker, Karl Schönherr, Werner Schwab, William Shakespeare, Thomas Strittmatter, Kressmann Taylor, Thaddäus Troll, Karl Valentin und Kurt Wilhelm in inzwischen über 30 Jahren zu einem „Heimattheater, wie es nirgendwo sonst existiert“ (Die Zeit). entwickelt.
Das Theater wie auch einzelne Ensemble-Mitglieder erhielten zahlreiche Auszeichnungen und Preise (im Einzelnen siehe unten), darunter den Volkstheaterpreis des Landes Baden-Württemberg, den Theaterpreis der Stuttgarter Zeitung, den Friedrich-Hölderlin-Preis der Universität und der Stadt Tübingen und den Kleinkunstpreis des Landes Baden-Württemberg. So hat sich mit dem Theater Lindenhof fern der Metropolen ein Theater entwickelt, das sowohl den schwäbischen Dialekt als auch die Dialektik zwischen Heimat und Fremde ins Zentrum seiner Inszenierungen gerückt hat. Oftmals sind es die Randfiguren, die Außenseiter, die das Volkstheater in Uraufführungen auf die Bühne bringt.

### Überregional bekannt gewordene Aufführungen und Stücke

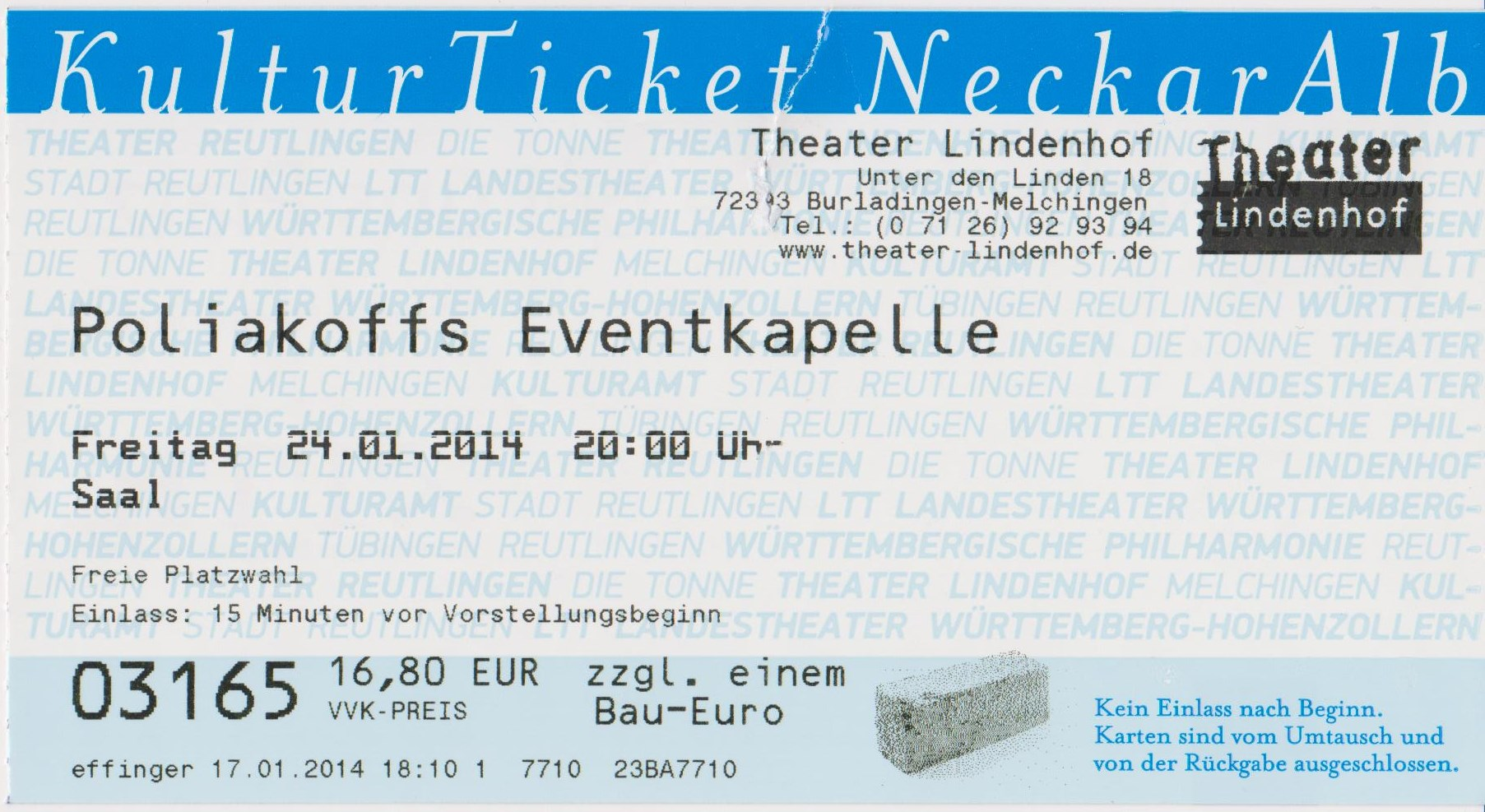
Eintrittskarte zu „Poliakoffs Eventkapelle“

Bundesweite Aufmerksamkeit erlangten die Theatermacher mit Freiluftinszenierungen über das Leben Friedrich Hölderlins und dem Theaterspaziergang Die Winterreise (Aufführungstitel: Melchinger Winterreise), den Peter Härtling – inspiriert von Franz Schuberts Liederzyklus Winterreise – für den Lindenhof geschrieben hatte, sowie der Inszenierung Eine Bahnfahrt und der Raum entschwindet (1999/2000). Im Wechsel mit dem Zimmertheater Tübingen und dem Landestheater Tübingen teilt sich das Theater Lindenhof die Verantwortung für die alljährliche Sommertheaterinszenierung in der etwa 24 km nördlich gelegenen Kreis- und Universitätsstadt Tübingen.
Einige Inszenierungen wurden vom SWR und von 3sat aufgezeichnet und anschließend im Fernsehen gesendet.
Das von Bernhard Hurm und Uwe Zellmer verfasste, und für die Geschichte der Lindenhöfler als legendär geltende sogenannte „Hexenstück“ Nacht oder Tag oder jetzt, ein als zeitlose politisch-sozialethische Parabel zuerst 1984 aufgeführtes Drama vor dem historischen Hintergrund der frühneuzeitlichen Hexenverfolgungen, erfuhr im Jahr 1995 unter der Regie von Andreas Morell mit dem Titel Hexenfeuer eine eigenständige Verfilmung. Dieses Stück war in seiner Theaterfassung bislang die einzige Lindenhof-Produktion, mit der das Ensemble bei Gastspielen im nicht-deutschsprachigen Ausland auftrat (im Jahr 1988) in der norditalienischen Stadt Parma, in der russischen – zu der Zeit sowjetischen – Hauptstadt Moskau sowie in Duschanbe, der Hauptstadt Tadschikistans bzw. der damaligen Tadschikischen Sozialistischen Sowjetrepublik. Im November 1996 war Nacht oder Tag oder jetzt auch ein Beitrag bei Politik im Freien Theater, einem von der Bundeszentrale für politische Bildung (bpb) etwa alle drei Jahre veranstalteten Theaterfestival, das 1996 in Bremen stattfand.
Bereits 1993 war das Theater Lindenhof mit dem Volksstück Polenweiher nach einer Vorlage des Dramatikers Thomas Strittmatter bei diesem Festival in Dresden vertreten. Ein weiterer Beitrag des Lindenhof-Ensembles für das vierte Festival Politik im Freien Theater erfolgte im November 1999 in Stuttgart mit der Melchinger Winterreise von Peter Härtling. Beim internationalen Theaterfestival Theater der Welt, das 2005 in Stuttgart stattfand, steuerte das Theater Lindenhof mit dem Stück Schwabenblues von Felix Huby den einzigen deutschen Beitrag bei.
Im Mai 2013 kam es mit der Uraufführung des mit historischem Bezug zum Mössinger Generalstreik von 1933 verfassten Stückes Ein Dorf im Widerstand von Franz Xaver Ott in Mössingen zu einem weiteren überregional beachteten Highlight des Theater Lindenhof. Die Umsetzung des bis Herbst des Jahres etwa 20 mal vor ausverkauftem Haus aufgeführten Bühnenwerks über die deutschlandweit erste kollektive Widerstandsaktion gegen den Nationalsozialismus an der Macht stand unter der Schirmherrschaft von Winfried Kretschmann, dem seit Mai 2011 amtierenden Ministerpräsidenten Baden-Württembergs. Neben dem Schauspielerensemble des Theaters Lindenhof wirkten über 100 Laiendarsteller aus der Bürgerschaft Mössingens mit. Abgesehen von den in der alten Pausa, einer ehemaligen Mössinger Fabrikhalle aufgeführten Vorstellungen war das Stück im Juni 2013 auch ein Programmbeitrag bei den Ruhrfestspielen in Recklinghausen. (vgl. auch Unterabschnitt im Artikel zum Mössinger Generalstreik)

## Preise und Auszeichnungen
Im Laufe seines Bestehens erhielten das Theater Lindenhof als solches, bzw. auch einzelne Inszenierungen oder Ensemble-Mitglieder des Theaters folgende Preise und Auszeichnungen:
- 1989: Friedrich-Hölderlin-Preis der Universität und der Universitätsstadt Tübingen
- 1990: Landespreis für Volkstheaterstücke an Uwe Zellmer für sein Stück Jerg Ratgeb, Maler (vgl. biografischen Artikel zum thematisierten frühneuzeitlichen Maler Jerg Ratgeb)
- 1990: Kleinkunstpreis des Landes Baden-Württemberg für Niemando, ein Stück des dem Theater Lindenhof zugehörigen Kindertheaters „Ätschagäbele“
- 1991: Theaterpreis der Stuttgarter Zeitung für die Inszenierung des Stücks Bauern sterben
- 1992: Theaterpreis der Stuttgarter Zeitung für die Inszenierung des Dramas Woyzeck nach Georg Büchner
- 1992: Erster Preis bei den Kleintheatertagen des Landes Baden-Württemberg in Tübingen für das Stück Polenweiher
- 1993: Darstellerpreis des Festivals Politik im Freien Theater für herausragende schauspielerische Leistung an das Lindenhof-Ensemble-Mitglied Dietlinde Elsässer für ihre Rolle als Hungerbühlerin im Volksstück Polenweiher
- 1993: Volkstheaterpreis des Landes Baden-Württemberg an die Ensemble-Mitglieder Bernhard Hurm und Uwe Zellmer für ihr Stück Nacht oder Tag oder Jetzt
- 1997: Volkstheaterpreis des Landes Baden-Württemberg an das Ensemble-Mitglied Franz Xaver Ott für sein Stück Hoimetaberau
- 2002: Volkstheaterpreis des Landes Baden-Württemberg an das Ensemble-Mitglied Susanne Hinkelbein für ihre musikalische Komödie Berta und Marta
- 2004: Verdienstmedaille des Landes Baden-Württemberg an die Ensemble-Mitglieder Bernhard Hurm und Uwe Zellmer
- 2011: Ludwig-Uhland-Preis an Bernhard Hurm und Uwe Zellmer[14]
- 2014: BKM-Preis Kulturelle Bildung der Beauftragten der Bundesregierung für Kultur und Medien für das Stück Ein Dorf im Widerstand[15]

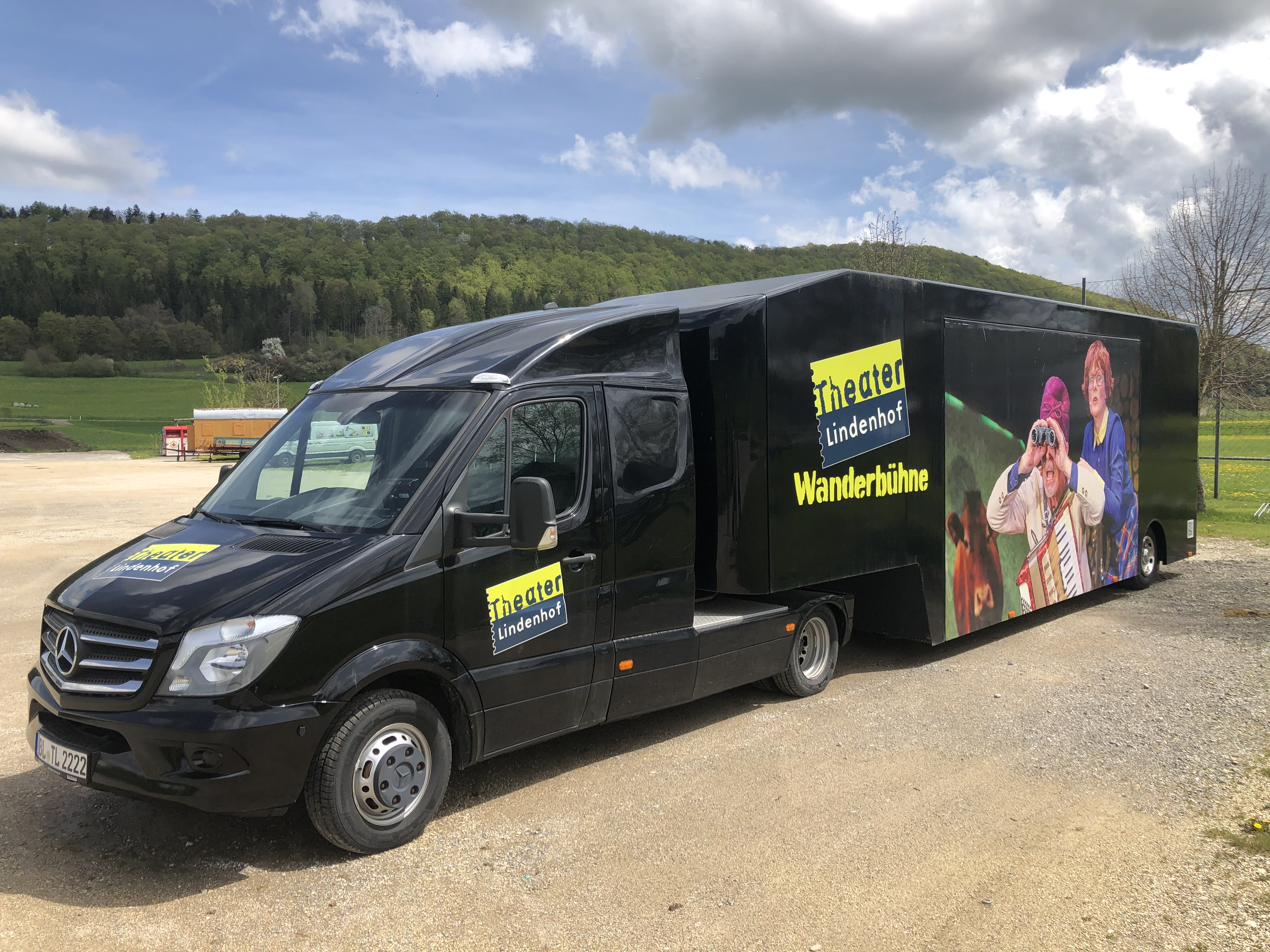
Fahrzeug Wanderbühne (2023)

- 2014: Monica-Bleibtreu-Preis in der Kategorie Zeitgenössisches Drama für das Stück Homo Faber (auf Grundlage des gleichnamigen Romans von Max Frisch) bei den 3. Privattheatertagen in Hamburg[16]
- 2018: Monica-Bleibtreu-Preis Publikumspreis für das Stück Chaim & Adolf von Stefan Vögel
- 2020: Kulturpreis des Landkreises Sigmaringen für das Bürgertheaterprojekt „Stetten, dem Himmel so nah“
- 2021: Lamathea Landesamateurtheaterpreis Baden-Württemberg